# Maiquetía
Maiquetía ist eine Küstenstadt in Venezuela. Sie befindet sich im karibischen Küstengebiet im Bundesstaat Vargas. Hier, etwa 30 km nördlich der Hauptstadt Caracas, befindet sich der Flughafen Caracas (span. Aeropuerto Internacional de Maiquetia Simón Bolívar). Die Städte Maiquetía und La Guaira sind zu einer Agglomeration zusammengewachsen.

## Wirtschaft
In der Stadt Maiquetia, die auch als Badeort gilt, findet sich vor allem Textil-, Schuh-, Glas- und chemische Industrie. Neben dem Flughafen hat der Ort auch einen Seehafen.

## Söhne und Töchter der Stadt
- Graciela Naranjo (1916–2011), Sängerin und Schauspielerin
- Luchita Hurtado (1920–2020), US-amerikanische Malerin
- Julio Mayora (* 1996), Gewichtheber